# Grand-chambre du parlement de Paris
 (février 2017).
Si vous disposez d'ouvrages ou d'articles de référence ou si vous connaissez des sites web de qualité traitant du thème abordé ici, merci de compléter l'article en donnant les références utiles à sa vérifiabilité et en les liant à la section « Notes et références ».
La grand-chambre du Parlement de Paris est une salle qui était située dans l'ancien Palais de la Cité à Paris. Elle héberge le Parlement de Paris, puis le Tribunal de cassation et le Tribunal révolutionnaire, du 10 mars 1793 au 31 mai 1795. Elle disparaît à la suite de l'incendie du palais de justice de Paris, pendant la Commune, en 1871.
Jusqu'au début du XXIe siècle, la première chambre civile du tribunal de grande instance, au Palais de justice  de Paris, a officié au même emplacement.

## Historique
Le Palais de justice faisait partie du Palais de la Cité, mais en 1776, un incendie consuma la partie s'étendant entre la Conciergerie et la Sainte-Chapelle. La façade qui domine la Cour du Mai, de toute l'entrée principale du palais, fut reconstruite entre 1783 et 1786.

## Le parlement de Paris
La grand-chambre a été le temple des lits de justice, haut lieu de tradition de l'exercice du pouvoir judiciaire d'une France qui trouve là une dimension de sa grandeur et la pérennité de ses institutions.
La salle Saint-Louis
Cette salle existe sous le règne de Saint-Louis et prend son nom. Elle s'appelle également salle royale et grand-salle. Plus tard, elle s'appela la Tournelle à cause du voisinage d'une des tours, la seule qui soit à créneaux, donnant sur le quai.

## Le tribunal de cassation
La juridiction existe entre fin 1790 et l'instauration d'une Cour de cassation par le sénatus-consulte organique du 28 floréal an XII (18 mai 1804).  
Le tribunal occupe la grand-chambre jusqu'à devoir en laisser l'occupation par le tribunal révolutionnaire dans sa version de 1793.

## Le tribunal révolutionnaire

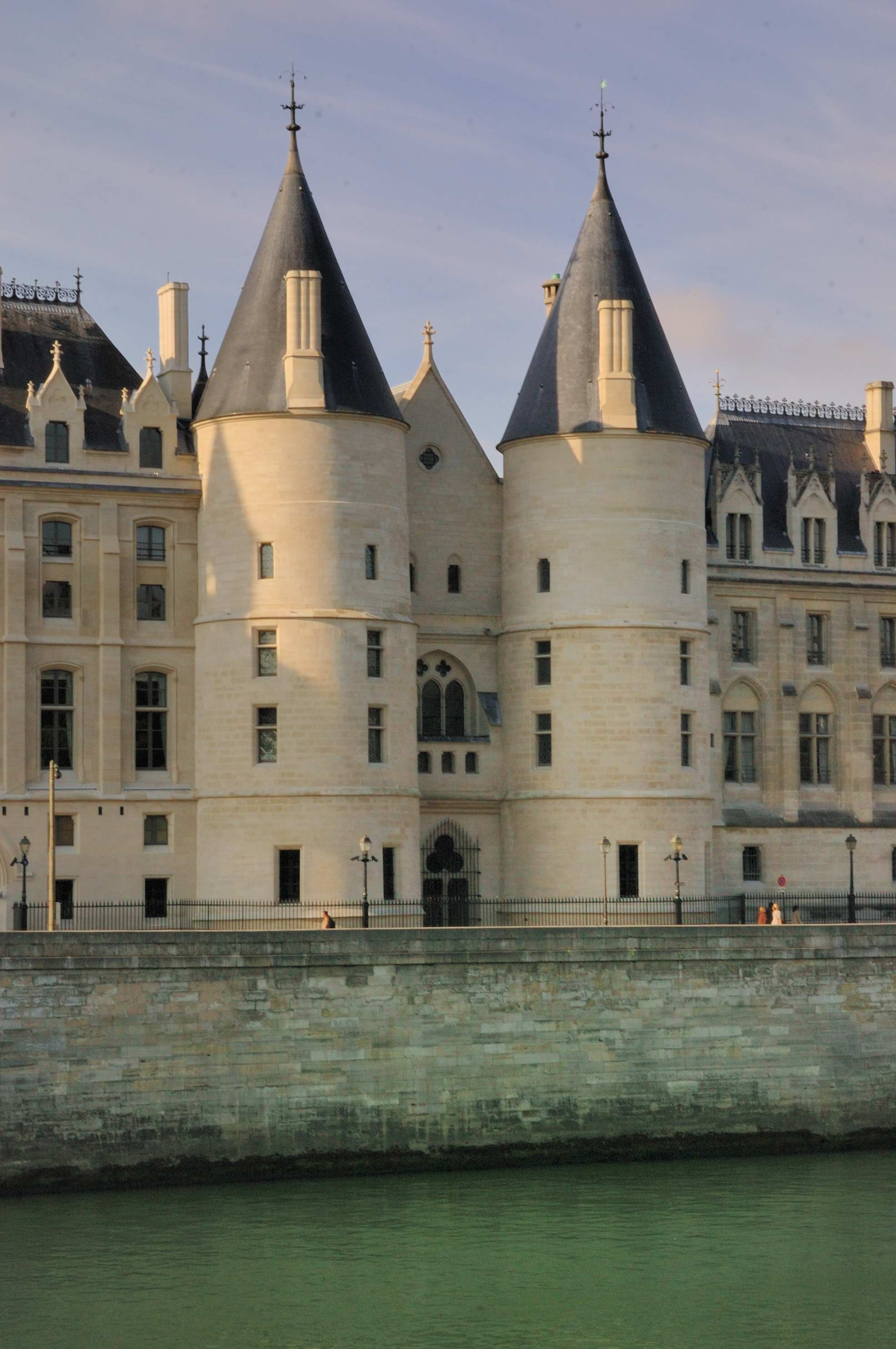
La grand-chambre était située entre la tour d'Argent et la tour de César.

Le tribunal criminel mis en place le 17 août 1792 avait adopté la salle Saint-Louis dans les locaux dit de la Tournelle. Le 10 mars 1793 Fouquier-Tinville s'empare de la grand-chambre du Parlement de Paris (au premier étage entre la tour d'Argent et la tour de César). Dans cette salle Marie-Antoinette d'Autriche fut entendue le 14 octobre 1793. Jusqu'au 9 thermidor an II (27 juillet 1794), toutes les grandes figures de la Révolution française s'y succéderont. Sous la Révolution, elle fut baptisée "salle de la Liberté".
L'accusateur public, Fouquier-Tinville occupa un appartement dans le bâtiment de la Tournelle (côté quai de l'Horloge) auquel on accédait par la tour Bonbec.

### Création révolutionnaire
Après avoir supprimé la machine judiciaire de l'Ancien Régime, la Révolution rapidement improvise une formule de remplacement en nommant des hommes nouveaux. Certains venus de la basoche, d'autres projetés dans un univers dont ils ignorent tout mais dont les vertus civiques et l'ambition républicaine constituaient le meilleur passeport pour y avoir droit.

### Constitution du tribunal
L'intrusion de ceux qui détenaient le pouvoir (surtout pour la constitution du Tribunal révolutionnaire) est évidente quand on voit un Fouquier-Tinville placer des gens à lui, choisis pour la modestie de leurs origines, ou les avanies dont ils avaient été les victimes. Maximilien de Robespierre se contentant de glaner dans son entourage les proches : son logeur, Maurice Duplay, ses séides familiers.

### La salle Saint-Louis
Le tribunal criminel, institué le 17 août 1792 « pour juger les crimes commis contre le peuple lors de la journée du 10 août 1792 », adopte la salle Saint-Louis, dans les locaux dits de la Tournelle. La grand-chambre est alors réservée au Tribunal de cassation. C'est là que furent jugés les Suisses commis à la défense du palais des Tuileries.

### La grand-chambre
Le Tribunal révolutionnaire est créé le 10 mars 1793. C'est Fouquier-Tinville, qui d'autorité, s'empare de la grand-chambre. Viol magistral qui marque le début d'une prise en main de tout l'appareil judiciaire et de son temple. Le tribunal de cassation qui se replie d'abord sur la salle Saint-Louis en sera bientôt chassée pour se retrouver à l'École de droit. De fait toute la justice s'exerce dans la grand-chambre.
Réaménagement de la grand-chambre
Les révolutionnaires ont gommé tous les signes et symboles de son passé royal. C'est ainsi que disparurent les ornements comme le lion de pierre doré symbole de la Force rampant devant la Justice, l'effigie de Louis XV de France, les trophées de bronze, les lambris sculptés, et surtout un plafond en bois de chêne tout entrelacé d'ogives, qui fut remplacé par un plafond lisse et sans ornement. Le sculpteur Danjon avait été désigné pour orner la salle de bas-reliefs au goût du jour. Et la tenture fleurdelisée fut arrachée. Baptisée Salle de la Liberté, elle fut meublée de tables à "pieds de griffon" et sur le mur on suspendit, encadrés d'emblèmes au pochoir, la "Déclaration de l'homme" et la nouvelle Constitution. Des consoles de plâtre soutenaient les bustes de Jean-Paul Marat, Louis-Michel Lepeletier de Saint-Fargeau et Marcus Junius Brutus.
On établit des gradins destinés aux accusés et une cloison "à hauteur de poitrine" pour limiter l'espace accordé au public. Elle réserve un passage suffisant pour que les accusés venus de l'ancienne chambre des Enquêtes puissent accéder à ce qui était devenu une tribune où l'exercice de la justice allait offrir la mesure de ses abus, de ses caprices et de ses tragédies.

### Condition sociale des membres du Tribunal
L'action de cette étrange justice pouvait se déployer selon un rite qui donnait la part majeure aux accusateurs, et réduisait celle des accusés en simples spectateurs.
Composé d'hommes de qualité médiocre, sans culture et d'un jugement sommaire, menés par des idées arrêtées, une haine confuse pour tout ce qui dépassait leur condition d'origine par le luxe, l'intelligence, le savoir ou la distinction, le Tribunal révolutionnaire fut dirigé par des hommes que la hargne des scrupules civiques mal compris et une conception primaire du devoir rendaient inaptes à considérer des cas d'exception, ne voyant, dans un manichéisme sommaire, que des bons, qui étaient de leur bord, et des méchants, qui étaient tous les autres. Aux côtés de Martial Herman, de René-François Dumas, qui en furent les présidents, se trouvaient désignés une soixantaine de jurés, que les Comités avaient choisis sans qu'ils fussent toujours vraiment consentants, mais sachant bien qu'il eût été imprudent de se dérober. On y trouvait des artisans (tailleurs, menuisiers, dont Maurice Duplay qui logeait Maximilien de Robespierre, cinq peintres : Claude-Louis Châtelet, Jean-Louis Prieur, Jean-Baptiste Sambat, François Topino-Lebrun et François Gérard et surtout Fouquier-Tinville l'accusateur, l'homme clef de cette scénographie.

### Les procès célèbres de la salle de la Liberté
C'est là que Jean-Paul Marat trouve son véritable triomphe à l'annonce de son acquittement. 
Le 17 juillet 1793, c'est Charlotte Corday énergique et digne qui est jugée.
Le 12 octobre 1793, c'est l'audition de Marie-Antoinette. "La vaste salle est vide et sombre. Seules deux bougies l'éclairaient posées sur un bureau de l'accusateur public, l'ombre remplissait l'immense pièce et la voix de la reine répondant aux questions d'Armand Herman et de Fouquier-Tinville devait raisonner lamentablement sous les hauts plafonds dans le grand espace désert". Mais le lendemain, c'est la même femme, serrée de dignité, plus mère que reine, et plus femme que symbole, qu'on livrait à l'opinion pour la flétrir alors que par un curieux paradoxe des foules, elle commençait, condamnée, à susciter la pitié. Sinon l'admiration. Le public assistait à son procès comme à une pièce de théâtre réclamant qu'elle se tienne debout "afin que rien du spectacle ne fût perdu".
Pendant six mois, et jusqu'à la chute de Maximilien de Robespierre, se succéderont toutes les grandes figures de la Révolution:
- 6 novembre 1793 : Louis Philippe Joseph d'Orléans, dédaigneux
- 8 novembre 1793 : Madame Roland, déclamatoire,
- 11 novembre 1793 : Jean Sylvain Bailly,
- 8 décembre 1793 : Madame du Barry, éplorée,
- 24 mars 1794 : Jacques-René Hébert, grimaçant et apeuré,
- 2 au 5 avril 1794 : Georges Jacques Danton, grandiose.

Des aristocrates par poignées : une sorte de galerie bien fournie de tout ce que la France du passé pouvait offrir de grand et de pitoyable, de noble et de lâche, en une sarabande faite pour dénigrer les hommes, démonétiser des principes, salir des traditions et modeler l'idéal d'un homme dénaturé par son propre discours. Le ridicule déclamatoire révolutionnaire a sans doute été atteint dans ce lieu.

### Administration
L'énorme machine judiciaire révolutionnaire a besoin d'une lourde administration pour la mouvoir, d'autant plus difficile à maîtriser que le rythme des jugements s'accélèrent. Fouquier-Tinville est parvenu à décupler son rendement. Des 12 à 15 condamnés à mort de  vendémiaire (octobre 1793), on est passé à 65 en  brumaire an II (novembre 1793), 116 en  frimaire (décembre 1793), 115 en  germinal (mars 1794), 364 en  floréal an II (mai 1794).

### Lieux de passage
Tous les locaux ouvraient sur la galerie des Peintres. Les pièces servies par le corridor qui fait suite, ainsi que l'étage supérieur du vieux bâtiment et la tour de Bonbec, sont occupés par les services du Tribunal révolutionnaire, cabinets des juges, bureaux des secrétaires, bureaux des huissiers, des assignations, des témoins, des copistes, dépôt d'objets saisis sur les prisonniers ; plus loin enserrant la grand-chambre, sont les nombreux cabinets du greffe, du parquet, du président, des vice-présidents, de l'accusateur public, des substituts, des attachés, des expéditionnaires, des secrétariats, des copistes : la buvette, les huissiers, les gardiens, tous ceux qu'on appelle les officiers du tribunal : ce nombreux personnel va et vient sans cesse dans le corridor, seule artère de cet immense local, où l'on pénètre uniquement par la galerie des Peintres.

### Parcours des accusés de la Conciergerie à la Cour du Mai
À l'aube, les huissiers parcourent la Conciergerie pour rassembler ceux qui vont devoir affronter l'épreuve du Tribunal. On s'y rend par un escalier étroit et obscur de la tour Bonbec, cet escalier mène au premier étage du Palais, où l'on rassemble les accusés en attendant l'heure de l'audience. Après une attente angoissante, les accusés du jour pénètrent dans la salle du Tribunal sous les huées d'une foule haineuse, tassée derrière les barrières. Les accusés sont disposés le long des gradins spécialement construits pour que l'on puisse les détailler à l'aise. On pose une question à chaque accusé. L'audience est terminée. Les jurés se retirent et les gendarmes emmènent les accusés. Puis c'est le retour du jury qui, la plupart du temps déclare : « que tous les accusés… sont convaincus d'être les ennemis du peuple… ». Une fois le verdict rendu, les condamnés sont rassemblés dans la pièce de l'ancien greffe où ils vont être dépouillés de tous leurs biens.

### Rite de la toilette

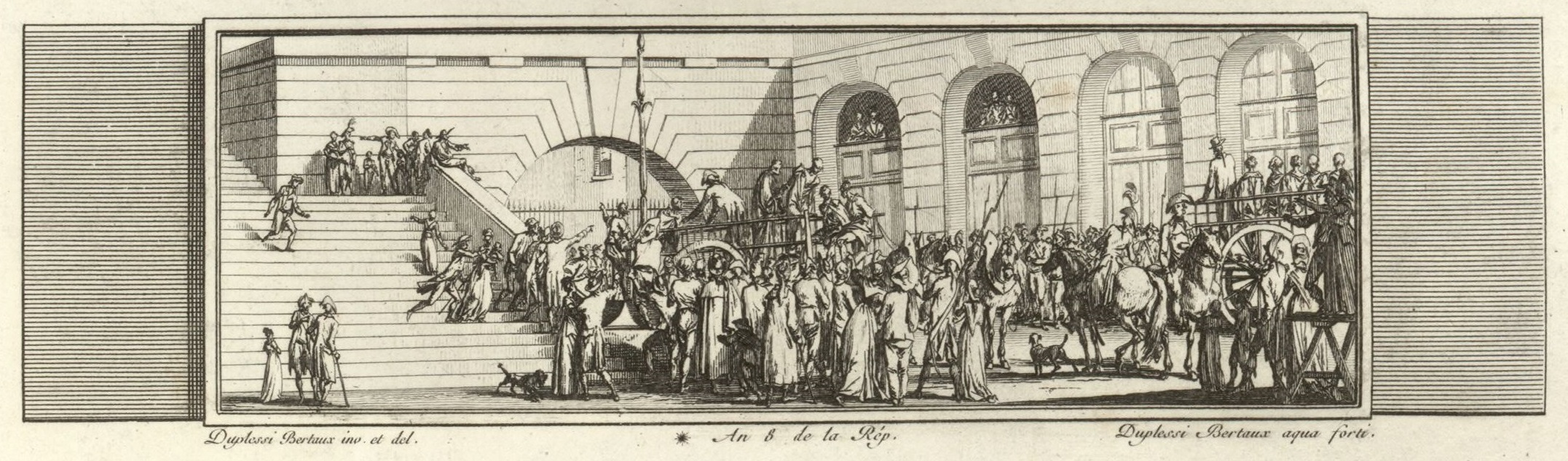
Cour du Mai.

On coupait les cheveux des condamnés à ras de la nuque, on échancrait largement le col de la chemise, on liait les coudes derrière le dos et là, il fallait endurer une attente qui n'en finissait pas, car le Tribunal n'était en possession de façon permanente que de deux charrettes, lesquelles ne pouvaient recevoir qu'une douzaine de personnes.
Les charrettes sont alignées dans la Cour du Mai, au pied du palais de justice. Les condamnés sortent à l'appel de leur nom, les bras liés dans le dos, et montent ou sont hissés dans les charrettes. Puis c'est le début de la longue traversée de Paris jusqu'à la guillotine.